# Georg Friedrich Ziebland

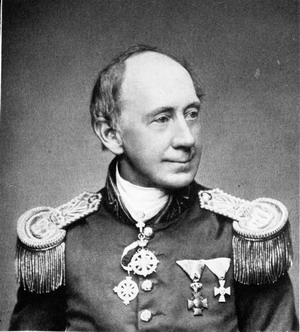
Georg Friedrich Ziebland.

Georg Friedrich Ziebland, född 1 februari 1800 i Regensburg, död 24 januari 1873 i München, var en tysk arkitekt.
Ziebland blev 1813 lärjunge till Friedrich von Gärtner vid Münchens konstakademi. Kung Ludvig I av Bayern skickade honom 1827 till Italien för att studera basilikorna i Rom och Ravenna. Därjämte studerade Ziebland den antika dekorationen i Pompeji, varefter han smyckade Ludvigs Villa Malta på Monte Pincio i Rom.
Återkommen till München, fick han av kungen uppdrag att bygga en kyrka i den gammalkristna basilikans form. Den praktfulla S. Bonifatius basilika (1835-50, sammanbyggd med ett kloster) är femskeppig, utan tvärskepp, med 64 gråa marmorkolonner och 24 meter bred i mittskeppet, samt har öppen takstol, med dekorerat sparrverk, och absid med fresker. Den är erkänd som ett utmärkt lärdomsprov.
Vidare byggde han konstutställningsbyggnaden mitt emot Glyptoteket, utförd i antik stil, med en korintisk gavelportik (färdig 1845) och fullbordade slutligen även den av Joseph Daniel Ohlmüller (1791-1839) anlagda Mariahilfkirche i stadsdelen Au i München, i gotisk stil.